# درينه العليا (عبس)

تعديل مصدري - تعديل

درينه العليا هي إحدى قرى عزلة مطولة بمديرية عبس التابعة لمحافظة حجة، بلغ تعداد سكانها 522 نسمة حسب تعداد اليمن لعام 2004.